# Puerto Edén
Puerto Edén – wieś i port w Chile na wyspie Wellington. Administracyjnie należy do regionu Magallanes, prowincji Última Esperanza i gminy Natales. Zamieszkała przez 176 osób (2002). Uznawana za jedno z najbardziej niedostępnych miejsc w kraju, obok Wyspy Wielkanocnej i Villa Las Estrellas, dostępna wyłącznie drogą morską z Puerto Montt na północy i Puerto Natales na południu. Połączenia promowe obsługuje chilijski operator Navimag.
Ze względu na wilgotny klimat we wsi nie ma utwardzanych dróg, a domy połączone są drewnianymi przejściami.
W Puerto Edén mieszkają ostatni przedstawiciele wymierającego plemienia Alakalufów.